# Raimunda Bassacs i Fornells
Raimunda Bassacs i Fornells (1818-1883) fou una emprenedora i industrial del tèxtil que, juntament amb el seu marit, Joan Teixidor i Ballús va crear la colònia industrial coneguda amb el seu nom, la qual va donar origen a l'actual nucli de Cal Bassacs de Gironella. Tot i que no està documentat, el motiu pel qual l'indret i la nova indústria eren coneguts amb el cognom de Raimunda i no el del seu marit es pot atribuir al fort caràcter de Raimunda, una dona emprenedora i molt activa, sempre al front del negoci familiar, i també al fet que era la nissaga dels Bassacs els que estaven instal·lats a Gironella, abans de la unió matrimonial amb els Teixidor.

## Orígens Familiars
Els Bassacs eren una nissaga de petits manufacturers tèxtils originaris de Prats de Lluçanès, on ja feien de paraires. Al 1717 la família Bassacs ja es troba documentada a Gironella. També trobem trobem diversos Bassacs a Berga a finals del segle xviii, formant part de companyies, amb altres teixidors, que filaven i teixien cotó i tenien entre 40 i 80 treballadors, principalment dones i nens o nenes.

## El matrimoni Teixidor-Bassacs
Raimunda Bassacs es va casar amb Joan Teixidor, fill d'una família del mateix ofici i de posició econòmica semblant, de Berga. El matrimoni entre famílies d'industrials va permetre, segurament, sumar herències, capitals i esforços i projectar un futur. Els Teixidor-Bassacs es troben documentats l'any 1861, instal·lats a Gironella, on feien anar una "fàbrica", que de fet era un petit taller instal·lat als baixos de la casa pairal dels Bassacs a la plaça de l'església de Gironella. En aquesta "fàbrica" hi feien funcionar 10 telers de mà, un ordidor i una màquina de fer bitlles, i fabricaven peces de cotó utilitzant 7.500 kg de cotó anuals pels volts de 1861. Aquesta petita fàbrica va continuar activa fins al 1896. El matrimoni tenia un gran esperit emprenedor i una forta voluntat d'expansió. El 1863 havien comprat, a Josep Muixí d'Avià, una casa al Padró on hi havia 11 telers, una maquina de bitlles i un ordidor. I els projectes per ampliar el negoci encara miraven més amunt, seguint el model de les fàbriques de riu que aprofitaven la resclosa i les instal·lacions d'un antic molí per moure una incipient indústria tèxtil, com les que s'acabaven de construir a cal Metre (1961) o anteriorment a l'Ametlla de Casserres i cal Rosal.
El matrimoni de Joan i Raimunda van tenir nou fills: Antoni (a qui en vida van donar una de les fàbriques), Concepció (hereva dels seus béns), Roc, Joan, Ramon, Eulàlia, Dolors, Josefa i Raimunda (monja). Raimunda Bassacs va morir als 65 anys, però el seu marit Joan li va sobreviure i va morir el 1891 als 82 anys. Cap dels dos va arribar a veure mai l'espectacular torre residencial d'estil modernista, emblema dels seus descendents, els Fuster-Teixidor.

## La creació de la colònia Bassacs
El 17 d'abril de 1861 Joan Teixidor i la seva esposa, Raimunda Bassacs, van comprar una peça de terra de 4 quarteres a Maria i Ramon Alsina Fígols de Gironella; aquesta peça de terra estava situada al costat del Llobregat i al peu del camí que de Gironella menava a Valldoriola passant pel pont de Sant Marc. La seva intenció era construir un molí, i una petita fàbrica al costat, i aprofitar l'aigua del riu com a font d'energia. Tanmateix, hagueren d'esperar fins a l'any 1869 per obtenir un permís d'aprofitament industrial de les aigües del Llobregat. Aquell mateix any començaren a construir la resclosa. Finalment, el matrimoni Teixidor-Bassacs no va construir cap molí. Optaren per construir dues fàbriques, una de les quals cediren al seu fill Antoni. El 1871 van comprar un altre tros de terreny i en aquesta època la fàbrica ja tenia 158 pams de llarg per 14 d'amplada i juntament amb els terrenys annexos i el canal tenia un valor de 8.500 duros. Certament que aquesta important obra requeria una forta inversió de capital que el matrimoni no tenia; calia continuar amb el negoci a la plaça de Gironella però també trobar diners suficients per engegar. Els diners van venir de la mà d'Antoni Manent Llonch, un negociant de Barcelona que més tard acabaria formant (amb altres socis) la colònia Manent al molí de cal Riera, el qual els va deixar 7.500 duros assegurats amb una hipoteca sobre la fàbrica, hipoteca que es va saldar el 1884.
Però el negoci amb la fàbrica de riu nova no el van fer com a fabricants sinó com a arrendadors. Diverses societats ocuparen, simultàniament i successivament, les instal·lacions de cal Bassacs: els Torra, els Pons, Marc Bassany, Pau Foraster... De les dues fàbriques, una la van donar en vida a un dels seus fills, Antoni, i l'altra la va heretar el 1991 la filla Concepció i el seu marit, Josep Fuster Teixidor, els quals continuarien la nissaga, motiu pel qual la societat titular de la fàbrica va portar durant molts anys el cognom de Fuster.